# Flempton
Flempton – wieś w Anglii, w hrabstwie Suffolk, w dystrykcie West Suffolk. Leży 44 km na północny zachód od miasta Ipswich i 103 km na północny wschód od Londynu.